# 広島県道323号中北川根線
広島県道323号中北川根線（ひろしまけんどう323ごう なかきたかわねせん）は、広島県安芸高田市を通る一般県道である。

## 概要
安芸高田市美土里町北から安芸高田市高宮町川根に至る。路線名称に用いられている中北は安芸高田市美土里町北の小字である。
大型車の通行は困難である。

### 路線データ
- 起点：安芸高田市美土里町北（国道433号交点）
- 終点：安芸高田市高宮町川根（広島県道・島根県道4号甲田作木線交点）
- 総延長：8.2 km

## 地理

### 通過する自治体
- 安芸高田市

### 交差する道路
| 交差する道路                                        | 交差する場所 | 交差する場所 |
| --------------------------------------------------- | ------------ | ------------ |
| 国道433号 国道434号 重複 広島県道322号北船木線 重複 | 美土里町北   | 起点         |
| 広島県道・島根県道4号甲田作木線                     | 高宮町川根   | 終点         |

### 沿線
- エコミュージアム川根
- 安芸高田市立川根小学校